# Álvaro Romano
 Alvaro Robin Romano Junior, mais conhecido como Alvaro Romano (Rio de Janeiro) é o idealizador, fundador e introdutor da ginástica natural. Tal modalidade de ginástica é focada em exercícios que trabalham o peso do corpo do praticante, e não é necessário o uso de aparelhos de musculação. É uma mistura de jiu-jitsu, ioga e movimentos dos animais.
Faixa preta em jiu-jitsu  e judô, é praticante de natação e surfe. Formado em Educação Física, idealizou a ginástica natural para os lutadores, baseado em seus anos de experiência como praticante e por acompanhar competições ao redor do mundo. Em 1982, começou a experimentar métodos que o mantivessem sempre alerta e bem preparado fisicamente. Aos poucos, esta prática solitária tomou forma durante as aulas que ministrava e não tardou a tornar-se um método inovador, que beneficia os praticantes por associar condicionamento físico com hábitos saudáveis, cujo fim é aumentar a qualidade de vida.
Com o passar dos anos, a ginástica natural tornou-se conhecida e praticada no mundo.